# Arnica chamissonis
Espèce
Classification phylogénétique
Arnica chamissonis, l'arnica dite américaine, est une espèce de plante herbacée vivace rhizomateuse du genre Arnica et de la famille des Asteraceae. Elle est originaire d'Amérique du Nord.

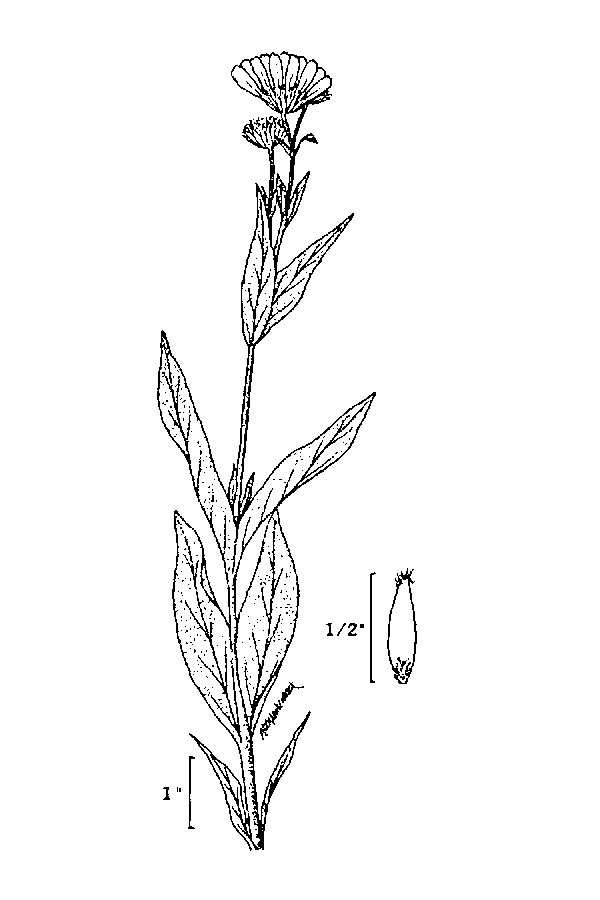
Dessin botanique

Une sous-espèce, Arnica chamissonis subsp. foliosa est considérée par les pharmacopées allemande (DA89) et européenne comme thérapeutiquement équivalente à Arnica montana. Elle a en effet une composition chimique proche, bien que distincte. Elle est beaucoup plus aisée à cultiver et, fleurissant dès l'année de mise en place, beaucoup plus productive. En cas d'allignement des pharmacopée française et autres pharmacopéés nationales sur la pharmacopée européenne, il est probable que les cultures de Arnica chamissonis subsp. foliosa remplaceront la production issue de stations sauvages de Arnica montana,.